# Phyla stoechadifolia
Phyla stoechadifolia là một loài thực vật có hoa trong họ Cỏ roi ngựa. Loài này được (L.) Small miêu tả khoa học đầu tiên năm 1909.